# Vinterdag ved Utterslev
Vinterdag ved Utterslev er et maleri af Albert Gottschalk fra 1887.
Gottschalk var friluftsmaler og gjorde sine billeder færdige på stedet og gerne i én sammenhængende proces. Maleriet bærer også præg af hastige penselstrøg.